# Мелень Теофіл
Теофіл (Теофіль) Мелень (1879 — 10 червня 1915, біля с. Вікторів, Галицький район, Івано-Франківська область) — український публіцист, військовий кореспондент Пресової кватири УСС.

## Життєпис
Народився 1879 року. Закінчив Академічну гімназію, вивчав філософію у Львівському університеті, вчився у Відні, де був також головою Українського академічного товариства «Січ» (1901—1902).
Один із засновників і редакторів першого українського студентського часопису «Молода Україна» (1900—1904).
Був відомим літературознавцем у той час (зокрема, вивчав творчість Тараса Шевченка), літературним критиком (спеціалізувався на творчості В. Стефаника та П. Грабовського), писав про філософію Г. Сковороди.
Член УСДП, редактор партійного органу «Воля», від початку війни — член Головної Української Ради від УСДП та один з організаторів Українських січових стрільців як член її «Бойової управи», рядовий австро-угорської армії, воєнний кореспондент і публіцист. З квітня 1915 працював у Пресовій кватирі УСС; автор статей і репортажів з фронту.
Володимир Темницький так говорив про Меленя: 
| Природний хист, широка очитаність, критичний ум, гладкість слова, реторична зручність, переконуюче аргументованє висунули відразу його на одно з перших місць серед нашої молодїжи. |
У бою був поранений і потрапив у полон. Помер 10 червня 1915 у шпиталі біля села Вікторів.